# Le Marc maudit
Le Marc maudit (Latter End) est un roman policier écrit par l'écrivaine britannique Patricia Wentworth en 1947. Il est paru en France, traduit de l'anglais par Corine Derblum, aux éditions 10/18 en 31 mai 2000 dans la collection Grands détectives.

## Résumé
La belle Lois Latter rencontre un médium connu qui lui prédit un empoisonnement. De retour chez elle, au cours d'un dîner de famille, elle est prise de vomissements. Son mari Jimmy décide de prendre conseil auprès de Miss Silver. Quand quelque temps plus tard, Lois est retrouvée empoisonnée et qu'il est soupçonné, il lui demande de venir enquêter à Latter End, le manoir familial. Elle y retrouve les deux demi-sœurs de Jimmy, son cousin Anthony Latter et l'ancienne gouvernante Minnie.